# メキシコトビマメ
メキシコトビマメ（英名 : (Mexican) jumping bean、学名 : Sebastiania palmeri, Sebastiania pavoniana）とは、蛾の幼虫に寄生された種子が生きているように動き回るメキシコ原産の植物である。この種子は、メキシコ現地では brincador （ブリンカドール、スペイン語で「這い回るもの」あるいは「跳ねるもの」の意味）の名で知られる。メキシコトビマメは外見的には直径7 - 10ミリメートルの黄褐色から茶色の小さな豆であり、内部に小型の蛾の卵が産みつけられた植物の種子の一種である。この蛾の幼虫の動きにより、豆は跳ね回る。豆自体はトウダイグサ科メキシコトビマメ属に属する Sebastiania palmeri あるいは Sebastiania pavoniana の潅木の種子であり、この潅木自体がしばしば英語では Jumping bean と呼ばれる。また、この豆に寄生するハマキガ科（Tortricidae） Cydia 属に属する蛾 Laspeyresia Saltitans も、英語では jumping bean moth と呼ばれている。

## 生活環

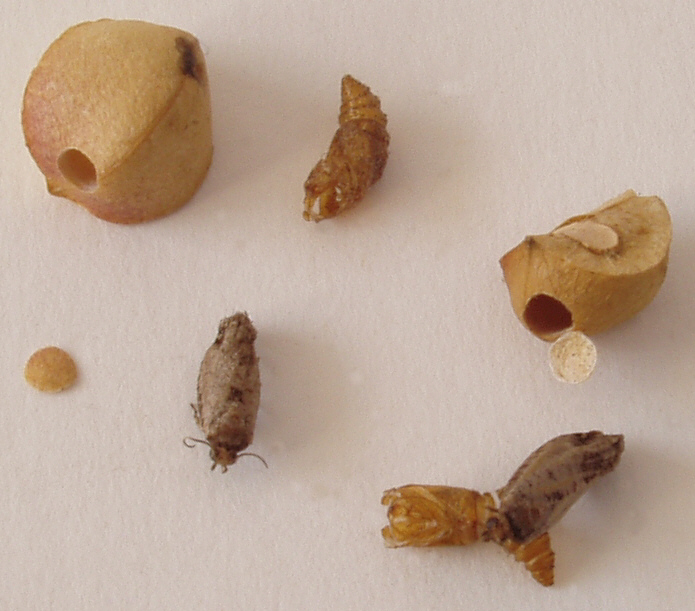
出口の穿たれたマメと、寄生していた蛾とそのサナギの殻

Sebastiana pavoniana は岩石質の砂漠の斜面や峡谷に生える落葉性の潅木で、冬には鮮やかに紅葉する。この潅木は春から夏にかけて花を咲かせ、寄生する蛾はこの雌花の子房に産卵する
。
卵が孵化すると幼虫は種子を内部から食い荒らし、種子の中身は空洞状になる。幼虫は糸を分泌して、自分の体を空洞化した種子の内側に固定する。
幼虫は種子の内側で休眠状態のまま数年間程度生存することが出来る。幼虫を取り巻く湿度等の環境が適当であれば、幼虫は一定期間の後蛹の状態になる。通常は春、羽化した蛾は後に蛹の殻を残し、豆の表面に開けた丸い扉状の出口を通って脱出する。この銀灰色の小さな蛾は数日の寿命しか持たない。
種子が跳ね回るのは、種子を乾燥させる熱気から幼虫が身を守るための生存手段によるものである。太陽の紫外線は低い気温の中でも種子を跳ね回らせるが、種子が長時間直射日光に晒されれば低い気温であっても種子は乾燥し、内部の幼虫は死ぬ。

## 玩具
メキシコトビマメは英語圏ではメキシカン・ジャンピング・ビーン (Mexican jumping bean)の名で知られ、アメリカ合衆国では今もなお広く販売されており、イギリスでは1970年代の人気玩具であった。掌に握りこむなどしてビーンを急速に暖めると、内部の幼虫が痙攣を起こして周囲の糸を引っ張り、特徴的な跳ね回り運動が引き起こされる。これを「ジャンプ」と呼ぶのはいささか誇張表現であるが、ビーンははっきりと視認出来る速さであちこち動き回る。
箱から出して手の中で数分間暖める事で、ビーンは活発に動くようになる。また、ビーンの片面は微かに緑色を帯びており、もしビーンが茶色に変色し始めたら、それは中の幼虫が死にかけている証拠である。耳元にビーンを近づけてみて、中からカラカラという音がしたなら、内部の幼虫は完全に死んでいる。
1960年代にはこのビーンの名前を冠したプラスチック製の玩具が製作され、複数のパッケージで販売された。玩具のビーンは薬のカプセル剤によく似た形をしており、内部には金属球が入っていた。カプセルが置かれた場所を傾けてやると、内部の金属球がカプセルの端に転がり、カプセルは痙攣するような動きを見せる。
日本では植物防疫法により、この種子の国内への持ち込みは禁止されている。

## 手入れと保管
豆の脱水を防ぎ水分を補給するためには、1か月に1回か2回、塩素を含まない水（市販のミネラルウォーター等）に豆を4 - 5時間浸す必要がある。いくつかの地域で水道水に混入されている塩素は、内部の幼虫を殺してしまう。あるいは塩素の含まれた水道水を蓋をしていないコップに入れて約6時間ほど放置する事で、塩素を発散させて使う事も出来る。少量の水を霧吹きで豆に吹き付けるだけでは、幼虫の寿命を延ばすのに効果はない。豆は冷たく乾燥した場所に保管されねばならない。冷凍保存をすると幼虫が死んでしまう可能性がある。

## 原産地
メキシコトビマメに寄生する Laspeyresia Saltitans は、メキシコのソノラ州、シナロア州、チワワ州原産であるが、ソノラ州アラモスは同地が「メキシコトビマメの原産地」であると主張している。この蛾は宿主となる樹木 Sebastiana Pavoniana が生えている約30×100マイルの地域に生息している。春になるとこの蛾は昨年に卵が産み付けられた豆から羽化し、次の世代の宿主となる樹木の花に卵を産み付ける。

## ポップカルチャー
メキシカン・ジャンピング・ビーンは1930年代から1950年代に掛けて多数のカートゥーン作品で定番のギャグとして使われていた。それらの作品では、ビーンを食べてしまった登場人物の体が本人の意に反して跳ね回り、何度も地面に叩き付けられる。
日本でも人形劇『ひょっこりひょうたん島』にも登場する。